# Viola bernoulliana
Viola bernoulliana är en violväxtart som beskrevs av Wilhelm Becker. Viola bernoulliana ingår i släktet violer, och familjen violväxter. Inga underarter finns listade i Catalogue of Life.